# Trận Isonzo lần thứ tư
Trận Isonzo lần thứ tư là trận đánh diễn ra giữa quân đội Ý và quân đội Áo-Hung kéo dài từ ngày 10 tháng 11 cho đến khi Tổng tư lệnh quân Ý là Luigi Cadona cho tạm ngưng chiến sự vào ngày 2 tháng 12 năm 1915. Đây cũng là chiến dịch cuối cùng của quân đội Ý trong năm 1915. Một số người cho rằng đây là sự tiếp nối của trận Isonzo thứ ba.
Mục tiêu chính lần này của Cardona tập trung vào thị trấn Gorizia và vùng cao nguyên Kras nằm sau thị trấn này, mặc dù các hoạt động giao tranh diễn ra trên toàn sông Isonzo. Trong hai tập đoàn quân số 2 và số 3 của Ý tham gia trận đánh, tập đoàn quân số 2 tỏ ra thành công hơn hẳn khi chiếm được các cao điểm gần Oslavia và San Floriano del Collio (một đô thị nằm ở phía Bắc Gorizia) và họ đã có thể nhìn thấy được con sông Soča và ngay chính bản thân Gorizia. Trong khi đó, Tập đoàn quân số 3 của Ý giao chiến gần khu vực ven biển lại diễn ra với thương vong rất cao mà không đạt được một bước tiến đáng kể nào. Quân Áo đóng ở núi Sei Busi chứng kiến quân Ý tấn công tới lần thứ năm trong cả năm 1915 và quân Ý vẫn tiếp tục thất bại.
Càng về cuối tháng 11, các cuộc giao tranh càng ngày diễn ra càng quyết liệt. Khu vực đầu cầu Tolmin bắc qua sông Isonzo là nơi mà hai bên nã pháo quyết liệt, và thương vong ở đây tăng theo cấp số nhân. Tuy vậy, giao tranh lắng xuống trong suốt nửa đầu tháng 12, khi hai bên giao tranh với những cuộc đột kích ở quy mô nhỏ lẻ, khác hẳn với 3 trận đánh tại Isonzo trước đó.
Lức này, việc đình chiến không chính thức diễn ra, trùng với đợt lạnh lớn đầu tiên trên cao nguyên Kras. Với hậu cần thiếu thốn, người Ý quyết định tạm dừng chiến dịch.
Thương vong quân Áo-Hung ngày càng tăng cao khiến Bộ Tổng Tham mưu của quân đội Áo ngày càng lo lắng. Họ quyết định cầu cứu quân Đức, lúc này vẫn chưa chính thức ở trong cuộc chiến chống lại người Ý. Sau này quân Đức sẽ can dự vào mặt trận này, trong trận Isonzo thứ 11.